# Alfred E. Reames
Alfred E. Reames (Jacksonville, 1870. február 5. – Medford, 1943. március 4.) az Amerikai Egyesült Államok szenátora (Oregon, 1938).